# Perforina
Les perforines (PRF1), altrament anomenades perforina 1, P1, HPLH2, Lymphocyte pore forming proteins o LPFP, són proteïnes citolítiques, semblants a les proteïnes del complement C9, que es troben contingudes en grànuls dins del citoplasma d'algunes cèl·lules del sistema immunològic tals com els limfòcits T citotòxics i les cèl·lules NK (o natural killers), dos tipus de leucòcits del sistema immunitari relacionats amb la mort de cèl·lules neoplàsiques i d'altres cèl·lules que presenten algun senyal d'alteració per infecció vírica.
Les primeres evidències que el sistema immunològic podia causar la mort per perforació de la membrana de determinades cèl·lules van ser observades i estudiades pel guanyador del Premi Nobel de Fisiologia o Medicina (1919) Joules Bordet pels seus descobriments sobre immunologia, tot i que encara no es coneixia quin era el mecanisme que s'utilitzava.
L'alliberació de les perforines dels grànuls citoplasmàtics permet que se situïn sobre la membrana de les cèl·lules diana formant una estructura en forma d'anell que, a través de l'alliberament d'enzims, perfora la membrana i crea uns porus (canals), els quals faciliten la mort de la cèl·lula per apoptosi o lisi osmòtica.
L'estructura proteica es caracteritza per tenir una forma de "clau" amb la presència de diferents dominis, i també hi trobem ions calci (Ca2+). S'ha pogut determinar que les parts més importants de les perforines tenen similituds estructurals amb determinades toxines alliberades per bacteris, que són nocives per als humans.
L'acció que duen a terme en la defensa immunitària és molt important, i això es posa de manifest en les malalties i trastorns observats en organismes que presenten mutacions en el gen que codifica les perforines.
Amb els descobriments més recents sobre la seva estructura i funcionament és possible estudiar com es pot millorar el tractament de malalties relacionades amb les infeccions víriques (com per exemple la malària), el càncer, i l'autoimmunitat, quan el sistema immunitari destrueix cèl·lules del mateix organisme causant trastorns més o menys greus.

## Estructura molecular
Tenim coneixements de l'estructura de la perforina gràcies a la investigació del professor James Whisstock i el seu equip, de la Universitat de Monash, Austràlia, en l'anàlisi de perforines de
ratolí, mitjançant la tècnica de rajos X.
Té un pes molecular d'entre 66 i 70 kDa¹. La formació de la proteïna és controlada per la
secreció regulada, que en ser iniciada entra al reticle endoplasmàtic rugós.
Seguidament és transportada per vesícules a l'Aparell de Golgi, on és
empaquetada en grànuls citoplasmàtics semblants als lisosomes. És probable que
la transcripció genètica del gen en els ratolins impliqui múltiples factors d'acció de
cis- i trans-. En humans, contràriament, s’han pogut identificar pocs factors de la seva transcripció.

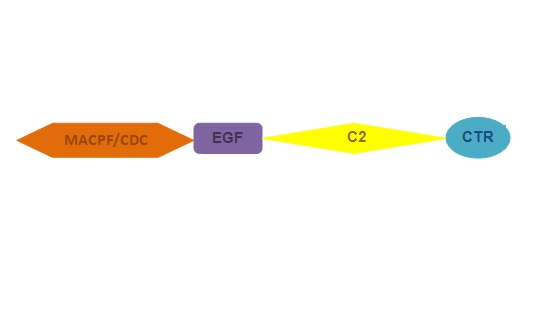
Representació abstracta dels dominis de la perforina.

A partir dels rajos X, s’aconsegueix l'estructura cristal·lina monomèrica de la perforina
en murins i fotografies de crio-microscòpia electrònica de la reconstrucció d'un
porus de perforina (és a dir, després de la congelació de la mostra).
La molècula té
forma de clau. Està composta bàsicament per tres dominis: el MAC/PF 2,
de la macrofamília de les MAC, pel domini CDC 3, seguit d'un
factor de creixement epidèrmic, el EGF 4. A més, la membrana és
dependent al Calci com a punt d'unió.
Sorprenentment,
en observacions al microscopi electrònic es va veure que el domini MACPF en els
porus està situat al revés respecte la disposició de la subunitat amb el CDC,
cosa que revela la destacable flexibilitat en el mecanisme d'acció del plec
MACPF/CDC i destaca la gran similitud entre aquestes proteïnes de defensa i els
porus originats a les cèl·lules eucariotes reconegudes com a estranyes,
prèviament infectades per virus o alterades en el genoma.
En la mateixa
línia, presenta semblances amb la forma del complement 9 (C9), també
encarregat de la destrucció de cèl·lules infeccioses, concretament bacteris
tòxics per a les cèl·lules humanes, com són l'àntrax,
la listeria, els estreptococs, etc.
¹ 1 kDa =
1,6605402 x 10−21 g
2 “Membrane attack complex/perforin”
3 “Cholesterol dependent cytolisin”
4 “Epidermic growth factor”

## Intervenció en el procés de lisi cel·lular
Els limfòcits T citotòxics i les cèl·lules Natural Killer (NK) secreten una família de proteïnes anomenades granzims, contingudes en grànuls citotòxics, les quals treballen en conjunt amb les perforines per tal d'induir l'apoptosi cel·lular.
Es coneixen dues vies bàsiques de citotoxicitat: la primera, mitjançant l'exocitosi de grànuls; la segona, coneguda com a via Fas-Lligand. La perforina té un paper de gran importància en la primera, mentre que no s'ha pogut confirmar que participi en la segona via citotòxica.
El primer tipus de cito-lisi predomina en els limfòcits T CD8+ i en cèl·lules Natural Killer, activades quan una cèl·lula ha estat infectada per un virus o ha patit una transformació que la converteix en una cèl·lula tumoral. Consisteix en l'exocitosi de grànuls que contenen proteïnes amb activitat cito-lítica, com la perforina i els granzims A i B. Els grànuls se secreten a l'espai intercel·lular existent entre la cèl·lula immunitària i la cèl·lula diana durant la sinapsi immunològica. En presència d'ions Ca2+, la perforina polimeritza i es fixa a la membrana plasmàtica d'aquesta, produint-li uns porus que faciliten l'entrada dels granzims a la cèl·lula diana per menar a l'apoptosi.
Els monòmers de perforina tenen forma de clau i, en polimeritzar, adopta una forma circular en 3D deixant un espai interior que forma el porus, d'aproximadament 5-20 nm. S'uneix a la cèl·lula diana gràcies a transmembrane beta strands, produïts gràcies al domini MACPF. Aquest domini té similituds funcionals amb el MAC, el qual contribueix a formar canals transmembrana que modifiquen la uniformitat dels fosfolípids de la bicapa de les cèl·lules diana.
Actualment sembla haver-hi un petit matís. Estudis recents han trobat evidències que les perforines, juntament amb els granzims i les granulisines, són capaces d'entrar a la cèl·lula diana mitjançant vesícules, gràcies al receptor de mannosa-6-fosfat localitzat a la membrana plasmàtica d'aquestes. Un cop la vesícula estableix interacció amb la cèl·lula, les perforines, gràcies als porus, permeten als granzims travessar-la i arribar al citosol, on duen a terme la seva funció i la cèl·lula acaba morint per apoptosi. Cal tenir en compte que la mecànica del procés encara és difusa, i és objecte d'estudi per arribar a concebre'n els detalls.

## Altres funcions
S'ha trobat indicis de la possible participació de la perforina en un segon i en un tercer fenomen, a més de l'eliminació de cèl·lules infectades i canceroses.
Seguint una tercera via, es pensa que les perforines podrien tenir el control sobre la supervivència de limfòcits activats i, per tant, contribuiria a regular la resposta immunitària; i, en un quart cas, es regularia la inflamació actuant directament sobre determinats substrats extracel·lulars.

## Malalties relacionades
La Perforina, com a proteïna, duu a terme
funcions primordials en el sistema immunitari del cos humà. Consegüentment,
quan té lloc una mutació en la producció d'aquesta, poden resultar malalties
hereditàries letals i difícils de tractar. De fet, es coneixen més de 50
mutacions diferents d'aquesta proteïna.
Així doncs, la gran complexitat de les mutacions i la varietat de funcions d'aquesta proteïna dificulten l'estudi detallat dels trastorns que en poden resultar, però estudis en ratolins demostren que un dèficit de perforines provoca que no es
puguin destruir cèl·lules canceroses i/o cèl·lules infectades per virus, és a
dir, que es produeixi un excés d'acumulació de cèl·lules canceroses,
especialment leucèmia.
En un altre cas, l'herència defectuosa dels al·lels
homozigots de PRF1 (perforina 1) generen una deficiència congènita de
perforina, i està relacionada amb una malaltia rara anomenada FHL2 (linfohistiocitosis
hemofagocítica de tipus 2). Si no
es tracta adequadament, aquesta malaltia autosòmica i recessiva pot ser letal. De fet, actua el següent procés: se sobreactiven limfòcits i macròfags, els quals secreten quantitats massa elevades
de citocineses inflamatòries. Aquesta activació immunològica té lloc després
d'una infecció, una immunodeficiència, o bé, per una malignitat subjacent, i
això pot resultar en alteracions hematològiques i danys en certs òrgans, en casos lleus, o fins i tot
en la mort de l'individu que ho pateix.
Un tercer exemple de malalties causades per mutacions en els gens que codifiquen la perforina és el de les malalties autoimmunes, com la diabetis mellitus o el rebuig de teixit després d'un trasplantament de medul·la òssia, on una
mutació en la perforina provoca que marqui les cèl·lules equivocades i les
elimini.
Per altra banda, la perforina i altres proteïnes de la seva mateixa família es poden emprar per a suprimir tumors en càncer de bufeta, com la proteïna DBCCR1, que pertany a la superfamília MACPF.